# Équipe d'Algérie masculine de handball au Championnat du monde 1982
 (septembre 2018).
Si vous disposez d'ouvrages ou d'articles de référence ou si vous connaissez des sites web de qualité traitant du thème abordé ici, merci de compléter l'article en donnant les références utiles à sa vérifiabilité et en les liant à la section « Notes et références ».
Cet article relate le parcours de l'Équipe d'Algérie masculine de handball au Championnat du monde 1982, organisé en Allemagne de l'Ouest du 23 février au 7 mars 1982. Qualifiée grâce à son titre au championnat d'Afrique en 1981, il s'agit de la 2e participation de l'Algérie au championnat du monde. 
Elle perd ses trois rencontres de la phase de poule. Dans le groupe de classement, elle fait un match nul face à Cuba et concède deux courtes défaites face au Japon et au Koweit et termine donc dernière de la compétition.

## Résultats

### Phase de poule (Groupe B)
|   | Équipe  | Pts | J | G | N | P | Bp | Bc | Diff |
| - | ------- | --- | - | - | - | - | -- | -- | ---- |
| 1 | Espagne | 5   | 3 | 2 | 1 | 0 | 62 | 55 | 7    |
| 2 | Hongrie | 4   | 3 | 1 | 2 | 0 | 70 | 60 | 10   |
| 3 | Suède   | 3   | 3 | 1 | 1 | 1 | 71 | 58 | 13   |
| 4 | Algérie | 0   | 3 | 0 | 0 | 3 | 50 | 80 | -30  |

| - 23 février 1982 à Hambourg : Espagne - Algérie 19:15 (mi-temps 11-6) - 23 février 1982 à Hambourg : Hongrie - Suède 20:20 (mi-temps 10- 5) - 24 février 1982 à Eppelheim: Hongrie - Algérie 30:20 (mi-temps 15-10) - 24 février 1982 à Berlin Ouest : Espagne - Suède 23:20 (mi-temps 14-7) - 26 février 1982 à Ludwigshafen : Suède - Algérie 31:15 (mi-temps 11-5) - 26 février 1982 à Ludwigshafen : Hongrie - Espagne 20:20 (mi-temps 11-10) |

### Groupe de classement 13 à 16
|    | Équipe  | Pts | J | G | N | P | Bp | Bc | Diff |
| -- | ------- | --- | - | - | - | - | -- | -- | ---- |
| 13 | Cuba    | 5   | 3 | 2 | 1 | 0 | 80 | 71 | 9    |
| 14 | Japon   | 4   | 3 | 2 | 0 | 1 | 73 | 66 | 7    |
| 15 | Koweït  | 2   | 3 | 1 | 0 | 2 | 72 | 85 | -13  |
| 16 | Algérie | 1   | 3 | 0 | 1 | 2 | 62 | 65 | -3   |

| - 28 février 1982 à Gutersloh : Koweït - Algérie 22:20 (mi-temps 8-9) - 28 février 1982 à Osnabruck : Cuba - Japon 25:20 (mi-temps 12-10) - 2 mars 1982 à Haltern : Japon - Koweït 31:20 (mi-temps 13-10) - 2 mars 1982 à Brake : Cuba - Algérie 21:21 (mi-temps 12-13) - 3 mars 1982 à Hale : Cuba - Koweït 34:30 (mi-temps 16-12) - 3 mars 1982 à Unna : Japon - Algérie 22:21 (mi-temps 11-12) |

## Effectif
18 joueurs on participé à la compétition :
- Abdelatif Bakir (gardien de but ; Nadit Alger, né en 1957 ; 1,75 m)
- Mohamed Machou (GB ; MA Hussein Dey ; né en 1958 ; 1,83 m)
- Mourad Boussebt (gardien de but ; IRB Alger ; né en 1960 ; 1,80 m)
- Djamel Mekaoui (MP Alger ; né en 1962 ; 1,82 m)
- Mounir Bensemra (Nadit Alger ; né en 1960 ; 1,85 m
- Abdelkrim Bendjemil (MP Oran ; né en 1958 ; 1,90 m)
- Salah Bouchekriou (IRB Alger ; né en 1962 ; 1,76 m)
- Mouloud Mokhnache (Nadit Alger ; né en 1955 ; 1,78 m)
- Djaaffar Benhamza (Nadit Alger ; né en 1953 ; 1,82 m)
- Abdeslam Benmaghsoula (IRB Alger ; né en 1961 ; 1,75 m)
- Abdelhak Bouhalissa (Nadit Alger ; né en 1961 ; 1,70 m)
- Azeddine Harrat (MP Alger ; né en 1962 ; 1,78 m)
- Abdelkrim Hamiche (MP Oran ; né en 1959 ; 1,90 m)
- Ahmed Abdi (Nadit Alger ; né en 1954 ; 1,78 m)
- Kamel Hebri (IRB Alger ; né en 1957 ; 1,76 m)
- Azzedine Ouhib (MP Alger ; né en 1956 ; 1,76 m)
- Omar Azeb (MP Alger ; né en 1960 ; 1,80 m)
- Mustapha Doballah (MP Oran ; né en 1959 ; 1,76 m)

Sélectionneur
- Mohamed Aziz Derouaz